# Kvetoucí čaj

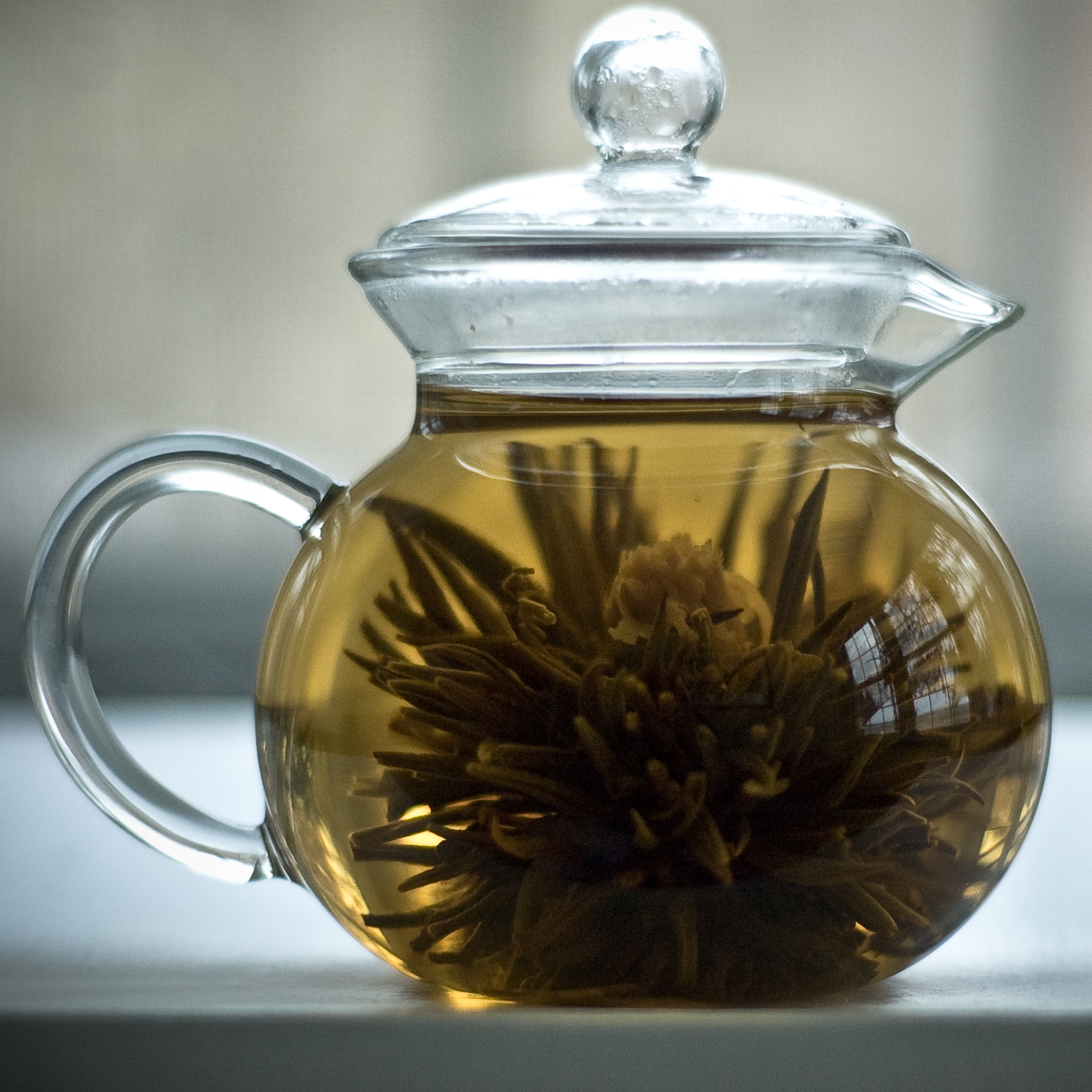
Rozkvetlý čaj

Kvetoucí čaj – někdy také nazývaný čajový květ – je čaj prodávaný ve formě malé kuličky vytvořené z usušených čajových lístků a květu, jež se po zalití vodou rozvine, jako kdyby opravdu kvetla[zdroj?]. Pochází z Číny; není zcela jasné, kdy kdy přesně se zde začaly kvetoucí čaje vyrábět. Nejčastěji se za období zrodu tohoto produktu uvádí polovina minulého století, ovšem je možné, že se vyráběl již mnohem dříve. Na český trh se dostal až v nedávné době.

## Výroba
Navzdory názvu se nejedná o květ čajovníku, nýbrž o uměle vytvořený efekt kvetení čajových lístků. Na výrobu se pečlivě vybírají mladé kvalitní listy, většinou bílého nebo zeleného čaje - nejčastěji se používá čaj z provincie Yunnan[zdroj?]. Ty se potom u řapíku ručně svazují bavlněným provázkem a vytvoří se z nich kulička. K docílení efektu kvetení se doprostřed mezi lístky čajovníku přiváže květ jiné rostliny – nejčastěji to bývá jasmín, chrysantéma, lilie, ibišek nebo vonokvětka[zdroj?]. Květy, které jsou taktéž pečlivě vybírány, slouží nejen k již zmiňovanému kvetoucímu efektu, ale také dodávají čaji jemnou vůni, aniž by výrazně ovlivnily jeho chuť. Svázané ingredience se nakonec usuší, čímž vytvoří kuličku.

## Čajový květ
Po zalití se působením vody začne kulička z čajových lístků pomalu rozvíjet[zdroj?]. Doba rozvíjení se většinou pohybuje od jedné do deseti minut. Každý květ vytváří jedinečnou podívanou. To je dáno tím, že každá rostlina má jiný tvar, barvu a velikost a také díky pečlivé ruční práci - květy jsou svazovány tak, aby bylo docíleno různých zajímavých kreací. Podle vzhledu a barvy výsledného čajového květu pak čaje dostávají své názvy, například Sluneční paprsek, Srdce k srdci, Kráska v růžovém…

## Příprava

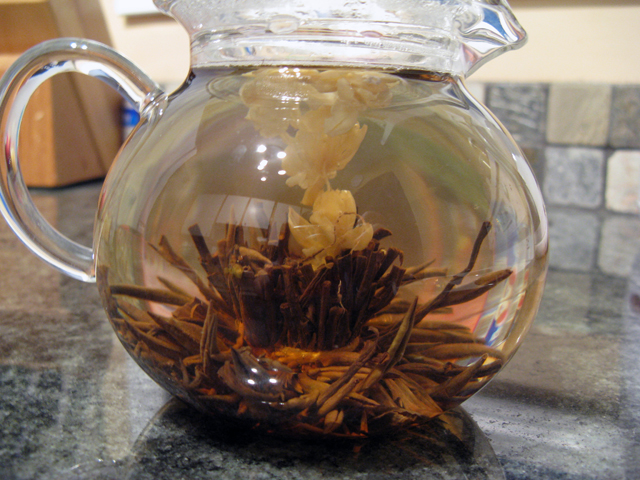
Karafa s kvetoucím čajem

Pro docílení správného efektu je vhodné čaj zalévat ve skleničce nebo ve skleněné konvici, aby bylo možné pozorovat rozvíjení květu. Pokud jde o přípravu, je nutné vždy se řídit instrukcemi, aby měl čaj správnou chuť. U každého druhu se příprava liší, avšak obecně lze říci, že jelikož se jedná vesměs o listy zeleného nebo bílého čaje, neměly by se zalévat vroucí vodou - ideální teplota je okolo 70-80 stupňů[zdroj?]. U zelených čajů je nutné nepřekročit doporučenou dobu louhování, aby neztrpknuly.[zdroj?]. Bílé čaje je možné nechat louhovat déle, díky čemuž je možné si v plné míře vychutnat rozvinutí květu, které některých případech trvá i déle než pět minut. Protože květy bývají vyráběny z velmi kvalitních čajových lístků[zdroj?],  lze je zalít vícekrát po sobě, aniž by čaj ztratil na kvalitě.